# Rickard Wissman

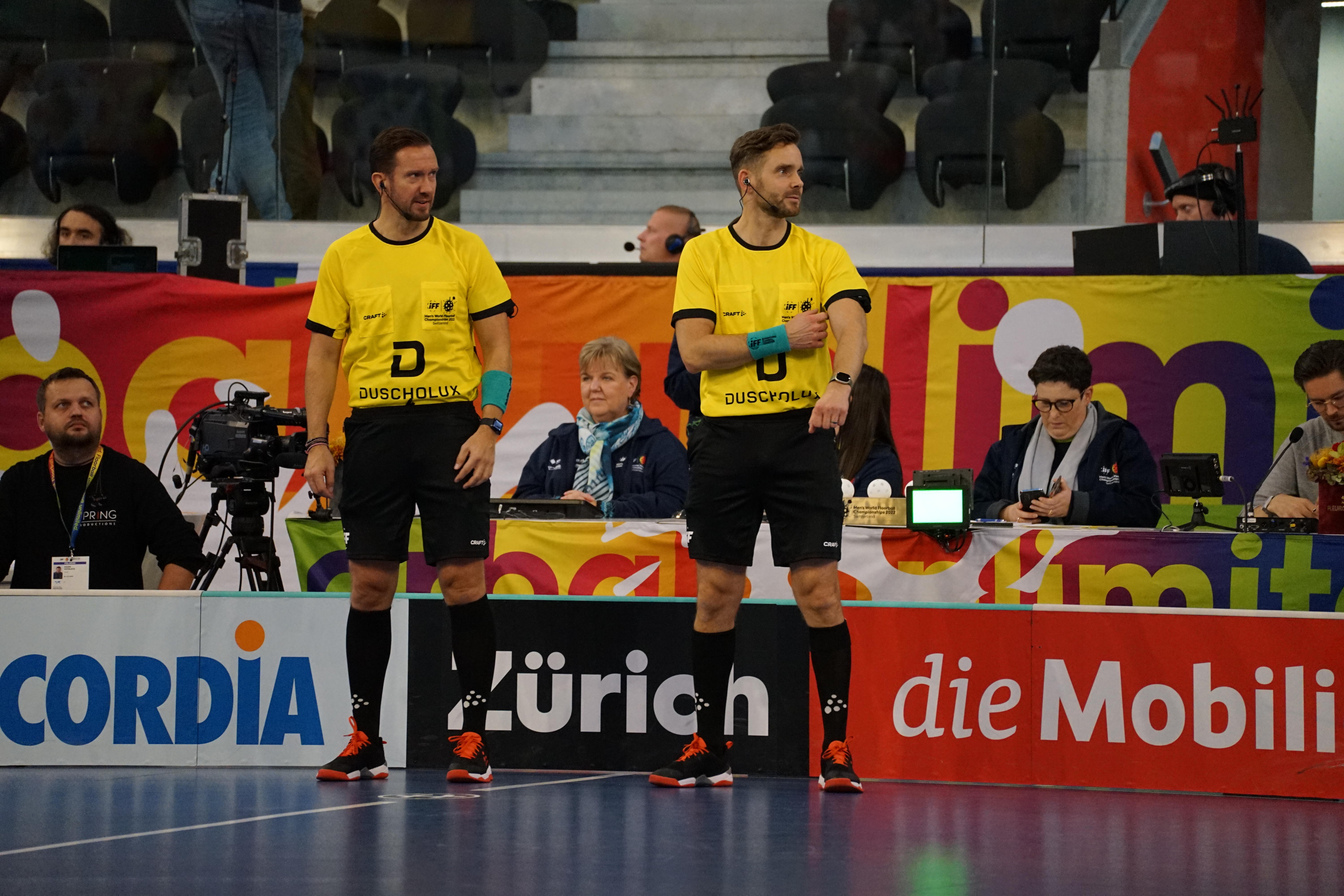
Rickard Wissman (till höger) med Thomas Andersson vid VM 2022

Rickard Wissman är född 4 januari 1980 i Helsingborg men uppväxt och bosatt i Stockholm. Han är innebandydomare på elitnivå och dömer med Thomas Andersson Svenska Superligan för herrar.  Tillsammans har de utsetts till årets domare fyra gånger  och dömt fyra SM-finaler, fyraVM  och tre Champions Cup-finaler .
Rickard Wissman är utbildad till officer i Försvarsmakten med grundtillhörighet i Amfibiekåren och har varit anställd vid Högkvarteret som Public Affairs Officer. Han har tjänstgjort i Afghanistan och har bland annat arbetat som kommunikationschef för den nordiska stridsgruppen Nordic Battlegroup och försvarsmaktsövningen Aurora 17.